# Куршенай

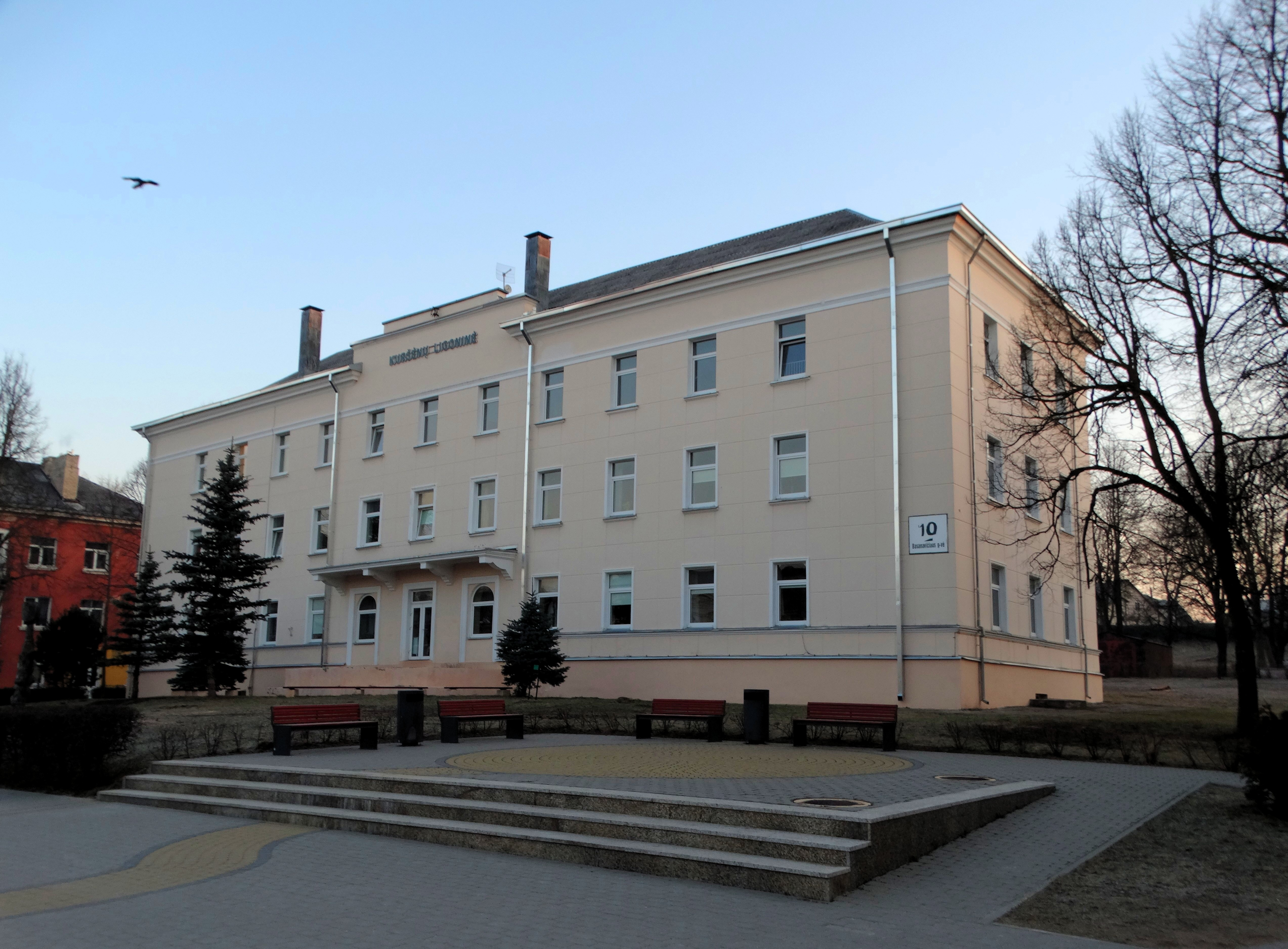
Лікарня

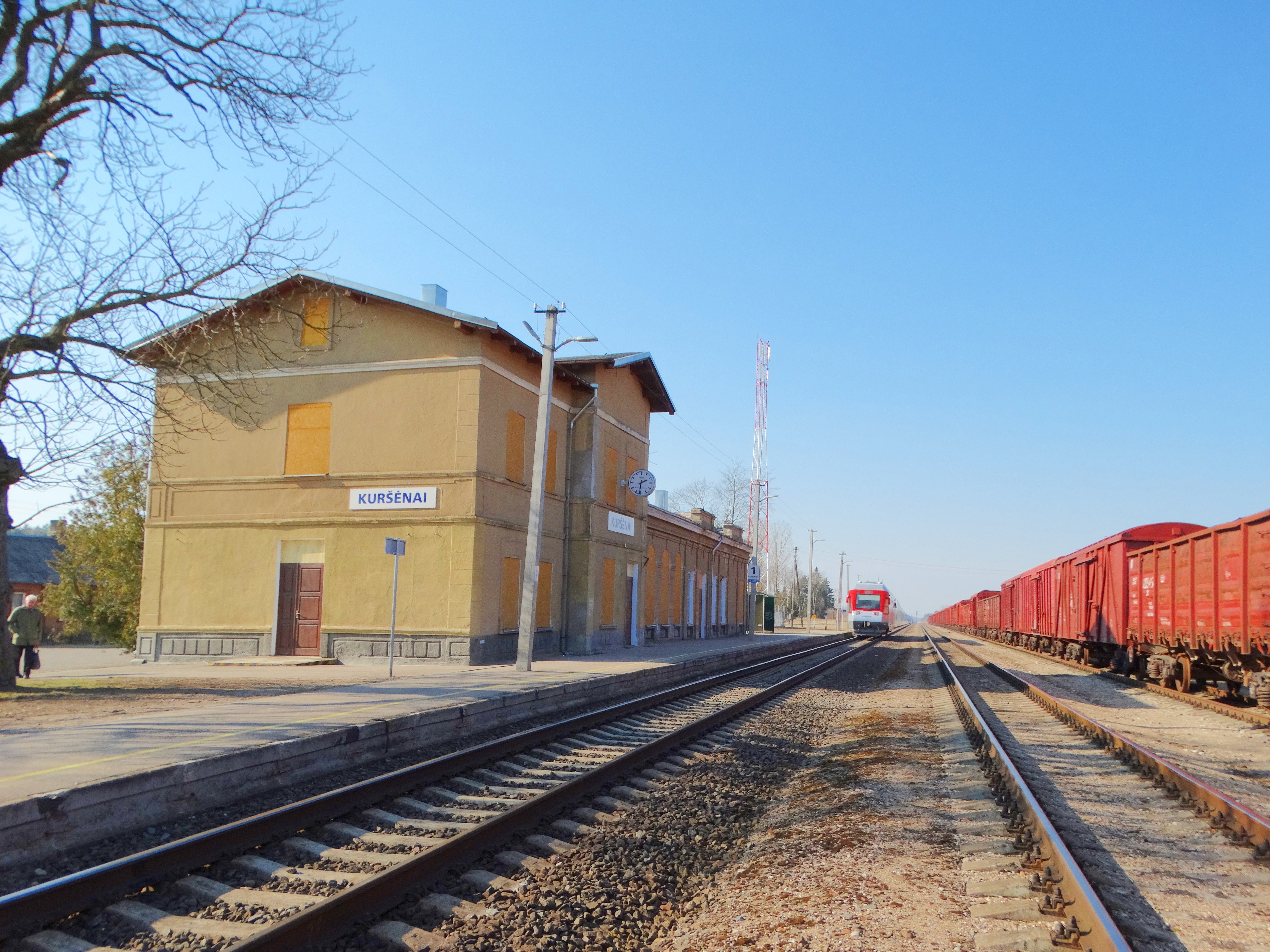
Залізнична станція Куршенай

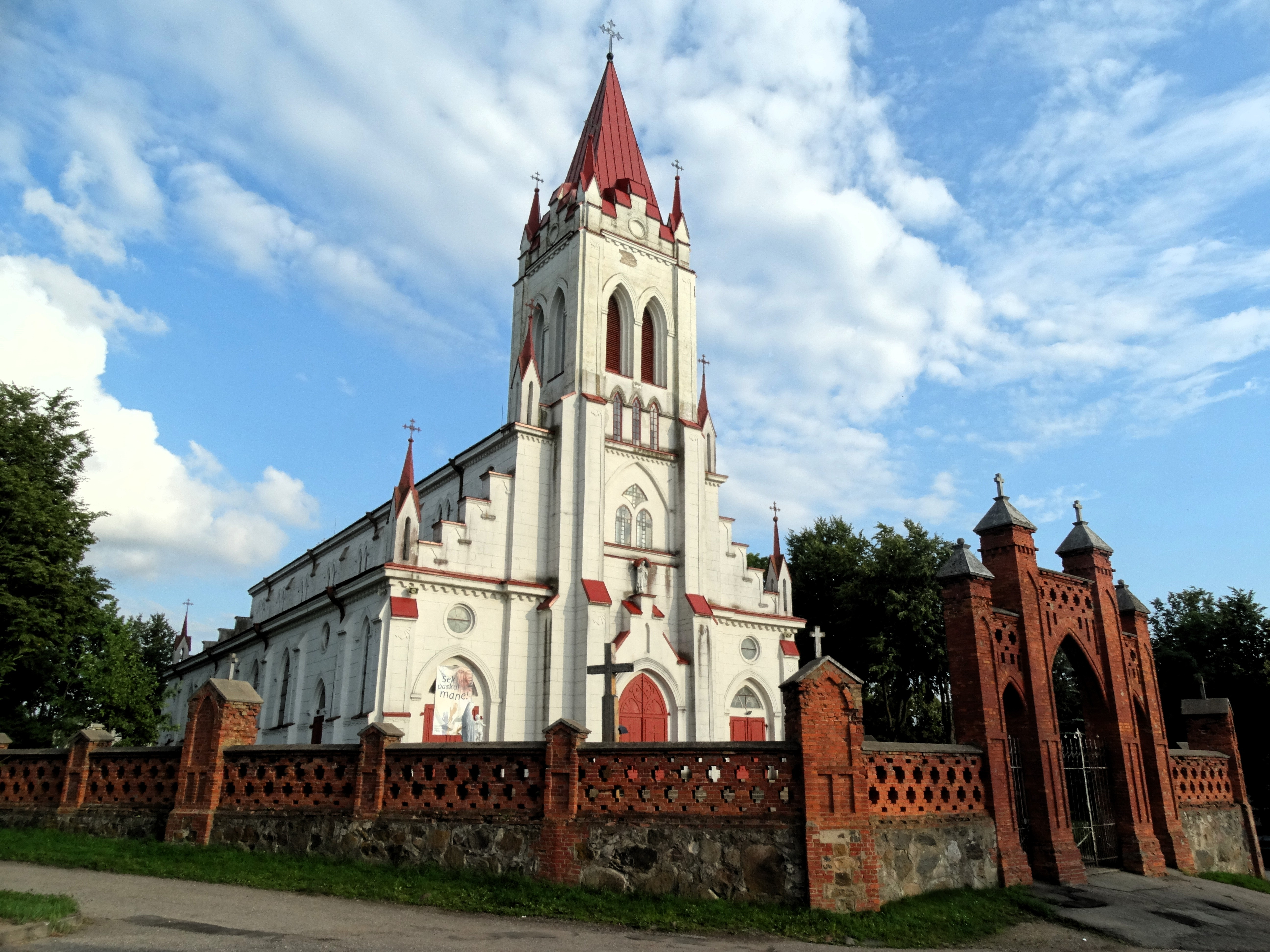
Куршенайська церква

Куршенай (лит. Kuršėnai) — місто на півночі Литви, входить до складу Шяуляйського району Шяуляйського повіту.

## Етимологія
Зрозуміло, що назва міста пов’язана з куршами, але невідомо, чи походить вона безпосередньо від назви племені куршів, чи від прізвища «Kuršas, Curšys, Curšis» чи навіть «Kuršėnas" (тому, можливо, це власна назва). Це також могло бути латиське поселення.
За народними переказами, тут колись дощем залило луки і пошкодило сіно, а люди, які втікали, кричали „Kur šienas?! Kur šienas?!“ («Де сіно?! Де сіно?!»). Люди могли так кричати, бо колись річка Вента підмивала зібране ними сіно. Кажуть також, що в цій місцевості жив литовський велетень Куршіс, на честь якого ця місцевість і була названа.

## Географія
Місто розташоване на берегах річки Венти (лит. Venta) за 22 км від міста Шяуляй, через місто проходять важливі автомобільні шосе Шяуляй — Паланга і Шяуляй — Мажейкяй. Через місто також проходять дві залізничні лінії Шяуляй — Кретинга і Шяуляй — Мажейкяй. Куршенай є одним з небагатьох міст у Литві, у якому знаходяться дві станції і два залізничні вокзали.

## Історія
Уперше поселення згадується в XVI столітті, коли тут розміщувався двір великих князів литовських. За словами історика Миколаса Балінскіса, його назва походить від слова «куршський». Однак, згідно з народними переказами, місто довгий час не мало назви. Але одного літнього дня річка Вента розлилася і змила всі тюки сіна, які стояли на берегах річки. Люди почали розпитувати один одного: „Kur šienai? Kur šienai?“ («Де сіно? Де сіно?»). Відтоді залишилася назва міста «Kuršėnai».
Оскільки неподалік Куршеная була знайдена глина, яка ідеально підходить для тонкої кераміки, гончарство здавна процвітало в місті. Куршенай прославився ярмарками, багатими на глиняний посуд. Куршенай називають «столицею гончарів» не тільки через велику кількість таких майстрів у місті, а й тому, що Всесвітню гончарну корону здобули виключно народні майстри Куршенаю, такі як Я. Паулаускас, В. Дамкус, Б. Радецкас і Я. Вертеліс. Очевидно, невипадково глечик є одним із елементів герба міста.
У 1523 році тут був побудований перший дерев'яний костел.
Історія куршенайського маєтку починається з 1564 року, великий князь Жиґимонт подарував Куршенай роду Зеновичів, але потім місто перейшло у власність Паців, які продали Куршенай Грушевським. Грушевські володіли Куршенаєм до Другої Світової війни. Останній володар був убитий гітлерівцями у Майданеку. 
Незабаром на панських землях по той бік Венти почало виростати поселення, а в 1569 році була зведена перша дерев'яна церква. У 1621 р. маєток дістався С. Пацу, великому підскарбію Великого князівства Литовського, а через десятиліття садиба стала власністю Юрія Грузевського та його дружини. Наприкінці XVIII століття Куршенай успадкував Стефан Грузевський. Залучивши художника Й. Рільке з командою учнів, він побудував нову (теперішню) садибу та каплицю, а також відремонтував інші будівлі в 1811 р. Маєток ще більше процвітав за правління його молодшого сина Едварда, який перейняв його в 1846 р.
Садиба Куршенай має найціннішу спадщину дерев'яної садибної архітектури Шяуляйського повіту. Збереглися оригінальні сходи, віконні рами та дерев’яні вхідні двері.
Після третього поділу Речі Посполитої Куршенай потрапив до складу Російської імперії. Маєток Куршенай перебував під владою Росії з 1795 по 1914 рік, спочатку у Віленській губернії, а з 1843 року в Ковенській губернії. Швидкий розвиток поселення розпочався в XIX столітті, коли через Куршенай була прокладена залізниця Лієпая-Ромни. У 1824 збудований кам'яний костел, який був зруйнований під час Першої Світової війни. Садибу та парк спустошили німці, які окупували місто під час Першої світової війни та вивезли найцінніше.   Пожежа 1915 року знищила селянські господарства, комори та сараї. На той час садиба належала Георгію Грузевському. Завдяки розвиненому господарству маєток у міжвоєнний період досяг розквіту. 
У 1920 році Куршенай увійшов до складу Литовської Республіки, а в 1940 році разом з усією Прибалтикою був окупований СРСР. У 1940 році садибу націоналізували. Відразу після приходу німців у Куршенаї був створений литовський партизанський загін. Він заарештовував прихильників совєцької влади.
Статус міста Куршенай отримав у 1947 році, а з 1962 року став районним центром.

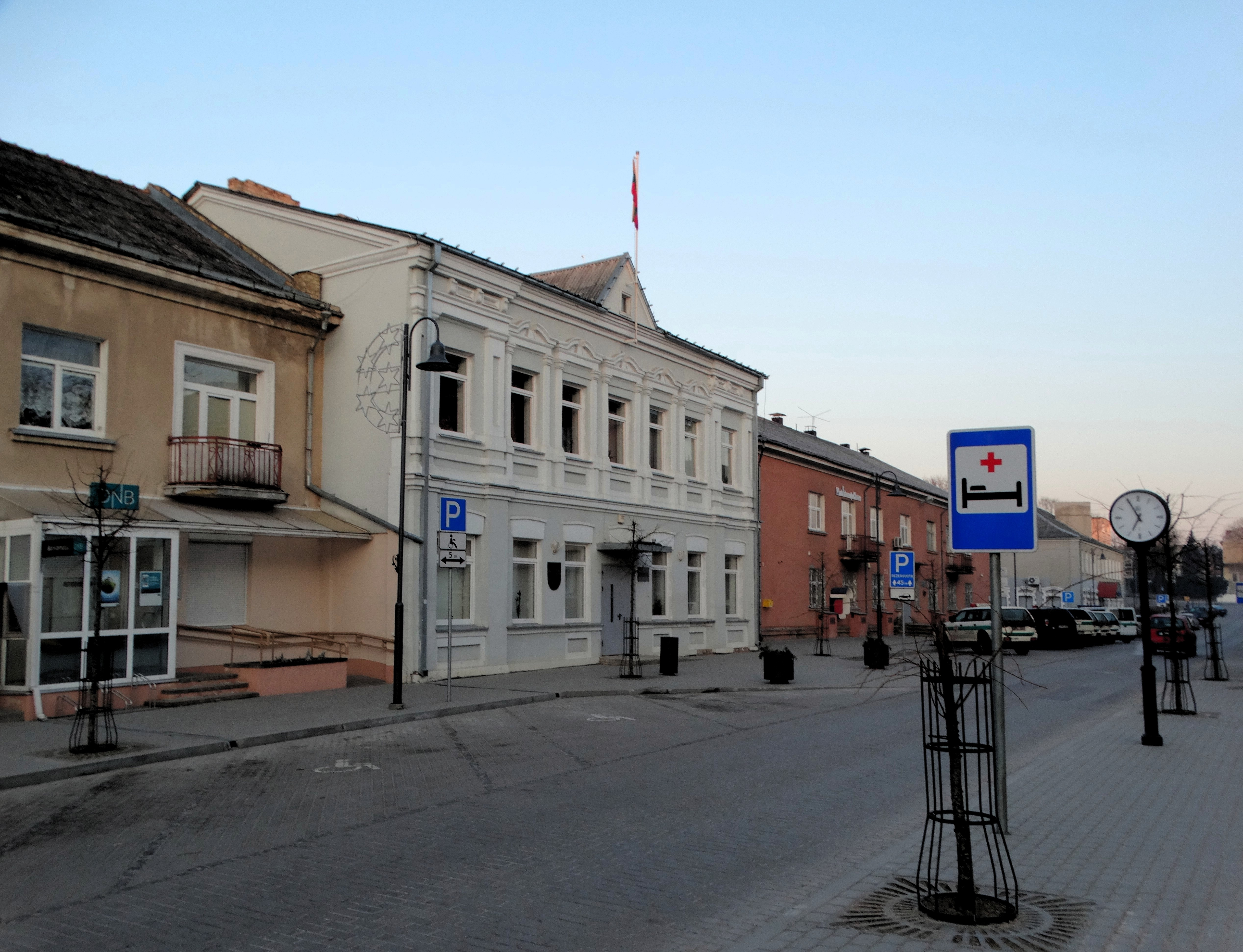
Вулиця Й. Басанавічюса

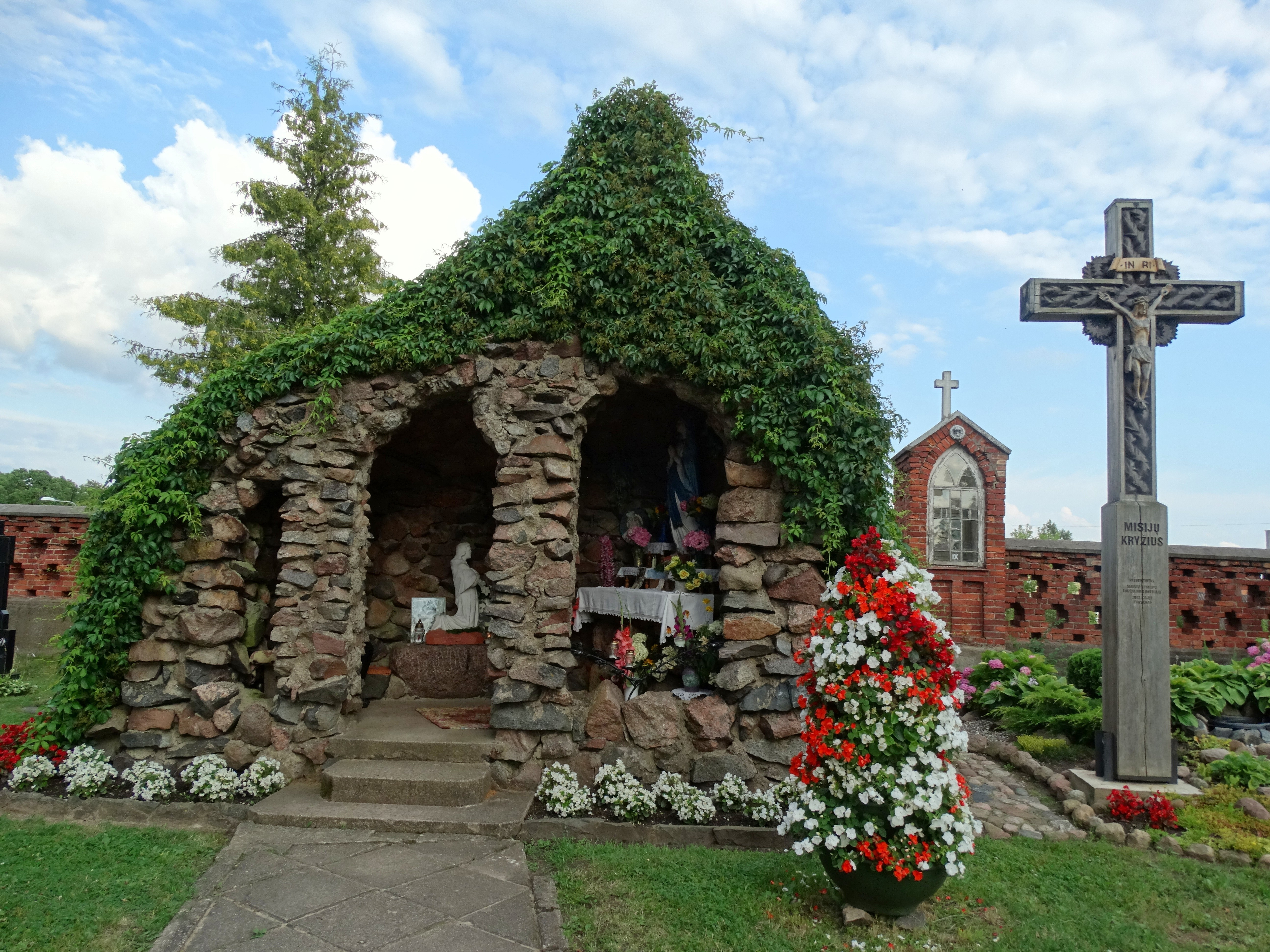
На церковному подвір'ї

## Відомі люди
- Стасіс Раштікіс (1896–1985), командувач литовською армією, міністр оборони.
- Ян Гранковський (1898–1988), польський легкоатлет.
- Віталіюс Толкявічюс (1901–1944), підполковник, 16-й лейт. заступника командира 249-го стрілецького полку дивізії.
- Казис Лауцюс (1906–1942), юрист, фотограф, публіцист, скаутський діяч.
- Балис Лукошюс (1908–1987), актор.
- Казіміра Кімантайте (1909–1999), актриса, перша в країні жінка-професійний режисер.
- Вітаутас Кулакаускас (1920–2000), педагог, баскетболіст, тренер.
- Вацис Реймеріс (1921–2017), поет, почесний громадянин міста Куршенай.
- Антанас Габренас (1922–1984), актор театру і кіно, культурно-громадський діяч.
- Дональд Каган (1932–2021), американський історик.
- Геновайте Яценайте (нар. 1933), художник-кераміст.
- Стасіс Ліпскіс (нар. 1941), журналіст, літературознавець, публіцист.
- Вітаутас Кіркутіс (нар. 1956), письменник, журналіст, літературний критик.
- Еймутіс Юзелюнас (нар. 1958), електрохімік, габілітований доктор фізичних наук.
- Альгірдас Вієсулас (нар. 1958), хоровий диригент.
- Римантас Мікайтіс (нар. 1959), політик і громадський діяч Литви та муніципалітету міста Каунас, колишній мер Каунаса.
- Йонас Пінскус (нар. 1959), веслувальник, політичний і громадський діяч Литви і самоуправи Вільнюса.
- Стефанія Статкувене (нар. 1962), легкоатлетка.
- Рімас Мікалаускас (1967 р.н.), священик євангелістсько-реформаторської церкви.
- Давид Чеснаускіс (нар. 1981), футболіст.
- Едгарас Чеснаускіс (нар. 1984), футболіст.
- Рима Башкієне (нар. 1960), депутатка Сейму, інженерка, громадська діячка.

## Демографія
| Динаміка населення з 1823 по 2017 |        |          |          |          |          |          |
| 1823                              | 1865   | 1897пер. | 1923пер. | 1939     | 1959пер. | 1966     |
| 200                               | 260    | 3200     | 2900     | 3800     | 9100     | 10 600   |
| 1970пер.                          | 1974   | 1976     | 1979пер. | 1989пер. | 2001пер. | 2011пер. |
| 11 588                            | 12 600 | 13 100   | 13 223   | 14 796   | 14 197   | 11 963   |
| 2017                              | -      | -        | -        | -        | -        | -        |
| 11 175                            | -      | -        | -        | -        | -        | -        |
| Гістограма динаміки населення     |        |          |          |          |          |          |